# Sasek Mały (jezioro)
Sasek Mały, Szoby Małe, (niem. Paterschobensee, Schobensee) – jezioro w Polsce, w województwie warmińsko-mazurskim w powiecie szczycieńskim, w gminie Jedwabno, na południowy wschód od Jedwabna.

## Dane
- Powierzchnia: 319,1 ha
- Maksymalna głębokość: 3,7 m
- Średnia głębokość: 1,6 m
- Typ: leszczowy
- Jezioro hydrologicznie otwarte, poprzez cieki:
  - na północy wpływa rzeka Sawica
  - na południowym wschodzie wypływa rzeka Sawica
  - na północnym zachodzie wpływa strumyk z Jeziora Brajnickiego
  - na zachodzie wpływa rów z Jeziora Łaźnica

## Opis
Brzegi jeziora płaskie, tylko północny nieco wyższy, a w części środkowej nawet stromy. Na brzegu zachodnim i wschodnim ciągną się podmokłe łąki, pola i kępy leśne, na północnym lasy i łąki. Przy wschodnim wybrzeżu leży wieś Sasek Wielki, na południowym Sasek Mały. Istnieją dwie wyspy na południowym zachodzie o powierzchni około 2 ha. W niedalekiej odległości na południowym zachodzie znajduje się rezerwat przyrody Galwica, zaś na północy rezerwat przyrody Uroczysko Korea. Jezioro leży na obszarze Natura 2000.
Dojazd drogą krajową nr 58 w stronę Warszawy, następnie ok. 3,5 km. od granicy miasta, zgodnie z drogowskazem w prawo w utwardzoną drogę.